# 高崎オーパ
座標: 北緯36度19分17秒 東経139度0分43秒 / 北緯36.32139度 東経139.01194度
高崎オーパ（たかさきオーパ、英：Takasaki OPA）は、群馬県高崎市八島町（高崎駅前）に所在する、イオングループの株式会社OPAが運営する都市型ファッションビル。

## 概要
1976年から2014年まで営業していた高崎ビブレ（旧・ニチイ高崎店→高崎サティ）の店舗跡地等が再開発され、2017年10月13日にオープンした。当日は雨の中、約3千人が列を作った。
ビブレの閉店もあり、高崎駅周辺の商業は郊外型SCに押され気味であった。そこで高崎市は、中心市街地活性化基本計画の一環として、2017年4月に高崎アリーナを高崎駅の南側にオープン。さらに駅前にペデストリアンデッキを整備し、高崎オーパの2階入口に接続している。このデッキは駅ビルの高崎モントレー、高崎高島屋、また南北自由通路を挟んでヤマダ電機LAB1高崎、高崎タワー21、高崎芸術劇場と繋がっている。
建物は地上8階建てで、群馬県初の81店舗、高崎初の14店舗を含む約160店舗が出店。基本商圏は自動車で30分圏内で、商圏人口は約97万人。年間来館者数は800万人を見込んでいる。

## フロア
1階は、スーパーマーケット「イオンスタイル高崎駅前」が核店舗として出店。ファッションビル1階にSMが出店するのは珍しく、イオンスタイルとの協業第1号である。2～5階は、人気のセレクトショップとこだわり雑貨を集積。6階は、群馬県初となる「ナムコあそびパークPLUS」が出店。7・8階には、人気のカフェ・レストランが入った。また5・6階を除く各フロアにはカフェを配置し、ゆっくりと過ごせる環境も整備した。

## アクセス
※
電車
- JR高崎駅 西口デッキ直結 徒歩1分

車
- 関越自動車道・高崎インターチェンジより車で約20分
  - 周辺提携駐車場 約7,000台
  - 駐輪台数 200台